# Liga de Naciones de la Concacaf 2019-20
La Liga de Naciones de la Concacaf 2019-20 (en inglés: 2019-20 CONCACAF Nations League) fue la primera edición de la Liga de Naciones de la Concacaf, campeonato de fútbol masculino que disputan las 41 selecciones nacionales afiliadas a la Concacaf. El torneo se realizó durante las fechas internacionales de la FIFA, sustituyendo a los partidos amistosos. Sirvió también como clasificación a la Copa de Oro de la Concacaf 2021. La fase final estaba originalmente programada para jugarse en junio de 2020. El 3 de abril de 2020, la fase final del torneo se pospuso hasta marzo de 2021 debido a la pandemia de COVID-19. El 22 de septiembre de 2020, CONCACAF anunció que el torneo final se reprogramó nuevamente hasta junio de 2021. El 24 de febrero de 2021, Concacaf confirmó las fechas para las Finales de la Liga de Naciones reprogramadas para el 3 y el 6 de junio de 2021, y la sede confirmada fue Empower Field at Mile High en Denver, Colorado.

## Formato
La nueva competición, que comenzó a partir de 2019 y que contará con ascensos y descensos, sustituirá a la mayoría de los amistosos internacionales. Para colocar equipos en sus respectivas ligas, la Liga de Naciones comenzará con la clasificación disputada en cuatro jornadas a partir de septiembre de 2018. El torneo también determinará qué equipos nacionales clasifican para la Copa Oro de CONCACAF. Las propuestas de formato se investigaron formalmente por primera vez en el XXXII Congreso Ordinario de CONCACAF en Oranjestad, Aruba, el 8 de abril de 2017.
El formato y el horario de la Liga de las Naciones de CONCACAF se anunció el 7 de marzo de 2018, 10:00 EST (UTC-5), en The Temple House en Miami Beach, Florida, Estados Unidos.
Los siguientes equipos clasificarán para la Copa Oro después de que la fase de grupos concluya en noviembre de 2019:
- Los dos mejores equipos de cada uno de los cuatro grupos de la Liga A.
- Los ganadores de cada uno de los cuatro grupos de la Liga B.
- Los cuatro ganadores de la clasificación entre los cuatro terceros en la Liga A, los cuatro segundos en la Liga B y los cuatro campeones de grupo en la Liga C.

En la primera ronda de la Clasificación para la Copa Oro se disputaran Play-Offs entre los finalistas del segundo lugar de la Liga B y los finalistas de la Liga C, que se jugarán en marzo de 2020. Los cuatro ganadores de esta ronda avanzarán a la segunda ronda, para enfrentar a los finalistas del tercer lugar de la Liga A, en los partidos que se jugarán en junio de 2020. Los cuatro ganadores de la segunda ronda se clasificarán para la Copa de Oro 2021.
El formato utilizado fue creado por el chileno Leandro A. Shara

### Desempate
La clasificación de los equipos en cada grupo se determina de la siguiente manera (Artículo 12.7 del Reglamento):
1. Puntos obtenidos en todos los partidos de grupo (tres puntos por una victoria, uno por un empate, cero por una pérdida);
2. Diferencia de goles en todos los partidos de grupo;
3. Número de goles marcados en todos los partidos de grupo;
4. Puntos obtenidos en los partidos jugados entre los equipos en cuestión;
5. Diferencia de goles en los partidos jugados entre los equipos en cuestión;
6. Número de goles marcados en los partidos jugados entre los equipos en cuestión;
7. Número de goles marcados como visitantes en los partidos jugados entre los equipos en cuestión (si el empate es solo entre dos equipos);
8. Puntos de juego limpio en todos los partidos de grupo (solo se puede aplicar una deducción a un jugador en un solo partido):
  - Tarjeta amarilla: -1 puntos;
  - Tarjeta roja indirecta (segunda tarjeta amarilla): −3 puntos;
  - Tarjeta roja directa: −4 puntos;
  - Tarjeta amarilla y tarjeta roja directa: −5 puntos;
9. Sorteo.

## Participantes
De las 41 asociaciones miembro de CONCACAF, 40 participaron en la competencia. Guatemala fue suspendida por FIFA en octubre de 2016, y por lo tanto no fue elegible para ingresar a la clasificación después de pasarse la fecha límite el 1 de marzo de 2018. Sin embargo las reuniones del Comité de Regularización con la Concacaf fueron determinantes para que fuera posible  que Guatemala participe en la Liga C, luego que se venciera la fecha límite de inscripción perdió el derecho de optar a clasificar directamente a las ligas A y B.
Los 6 equipos que participaron en la quinta ronda (hexagonal) de la clasificación para la Copa Mundial de la FIFA 2018 recibieron el ingreso automático a la Liga A. Los 34 equipos restantes ingresaron a la clasificación para determinar a qué liga ingresar.
| Equipos participantes | Equipos participantes | Equipos participantes                | Equipos participantes        |
| --------------------- | --------------------- | ------------------------------------ | ---------------------------- |
| Anguila               | Cuba                  | Honduras                             | Panamá                       |
| Antigua y Barbuda     | Curazao               | Islas Caimán                         | Guatemala                    |
| Aruba                 | Dominica              | Islas Turcas y Caicos                | República Dominicana         |
| Bahamas               | El Salvador           | Islas Vírgenes Británicas            | Saint-Martin                 |
| Barbados              | Estados Unidos        | Islas Vírgenes de los Estados Unidos | San Cristóbal y Nieves       |
| Belice                | Granada               | Jamaica                              | San Vicente y las Granadinas |
| Bermudas              | Guadalupe             | Martinica                            | Santa Lucía                  |
| Bonaire               | Guyana                | México                               | Sint Maarten                 |
| Canadá                | Guayana Francesa      | Montserrat                           | Surinam                      |
| Costa Rica            | Haití                 | Nicaragua                            | Trinidad y Tobago            |

### Distribución de plazas
| Participantes del Hexagonal de 2018 automáticamente en la Liga A.                        |
| Miembros restantes de la CONCACAF que competirán en clasificatorias.                     |
| Asociación suspendida al momento de la inscripción automáticamente relegada a la Liga C. |

| Rank | Selección         | Pts.  |
| ---- | ----------------- | ----- |
| 1    | México            | 2,047 |
| 2    | Estados Unidos    | 1,853 |
| 3    | Costa Rica        | 1,845 |
| 4    | Honduras          | 1,669 |
| 5    | Panamá            | 1,327 |
| 6    | Jamaica           | 1,516 |
| 7    | Canadá            | 1,448 |
| 8    | Guatemala         | 1,417 |
| 9    | Haití             | 1,348 |
| 10   | El Salvador       | 1,347 |
| 11   | Trinidad y Tobago | 1,339 |
| 12   | Martinica         | 1,271 |
| 13   | Cuba              | 1,146 |
| 14   | Guayana Francesa  | 1,108 |

| Rank | Selección                    | Pts.  |
| ---- | ---------------------------- | ----- |
| 15   | Guadalupe                    | 1,089 |
| 16   | Nicaragua                    | 1,032 |
| 17   | San Cristóbal y Nieves       | 1,023 |
| 18   | Curazao                      | 1,018 |
| 19   | Surinam                      | 991   |
| 20   | Antigua y Barbuda            | 946   |
| 21   | República Dominicana         | 925   |
| 22   | Bermudas                     | 924   |
| 23   | Guyana                       | 914   |
| 24   | Belice                       | 853   |
| 25   | Bonaire                      | 799   |
| 26   | Granada                      | 795   |
| 27   | San Vicente y las Granadinas | 793   |
| 28   | Santa Lucía                  | 773   |

| Rank | Selección                            | Pts. |
| ---- | ------------------------------------ | ---- |
| 29   | Barbados                             | 731  |
| 30   | Puerto Rico                          | 693  |
| 31   | Bahamas                              | 627  |
| 32   | Dominica                             | 563  |
| 33   | Aruba                                | 559  |
| 34   | Islas Caimán                         | 543  |
| 35   | Islas Turcas y Caicos                | 483  |
| 36   | Montserrat                           | 435  |
| 37   | Islas Vírgenes de los Estados Unidos | 401  |
| 38   | Saint-Martin                         | 352  |
| 39   | Sint Maarten                         | 336  |
| 40   | Anguila                              | 261  |
| 41   | Islas Vírgenes Británicas            | 261  |

## Calendario
A continuación se muestra el calendario de la Liga de Naciones de la Concacaf 2019-20. El 3 de abril de 2020, la fase final fue pospuesta debido a la pandemia de COVID-19, originalmente fechada para junio de 2020. El 27 de julio de 2020, Concacaf aplazó la fase final para marzo de 2021. Sin embargo, debido al aplazamiento de la primera ronda de clasificación para la Copa Mundial de Concacaf, Concacaf anunció el 22 de septiembre de 2020 que la fase final del torneo se llevaría a cabo en junio de 2021.
| Fase           | Jornada                      | Fecha                      |
| -------------- | ---------------------------- | -------------------------- |
| Clasificación  | Jornada 1                    | 6–11 de septiembre de 2018 |
| Clasificación  | Jornada 2                    | 11–16 de octubre de 2018   |
| Clasificación  | Jornada 3                    | 16–20 de noviembre de 2018 |
| Clasificación  | Jornada 4                    | 21–24 de marzo de 2019     |
| Fase de grupos | Jornada 1                    | 5–7 de septiembre de 2019  |
| Fase de grupos | Jornada 2                    | 8–10 de septiembre de 2019 |
| Fase de grupos | Jornada 3                    | 10–12 de octubre de 2019   |
| Fase de grupos | Jornada 4                    | 13–15 de octubre de 2019   |
| Fase de grupos | Jornada 5                    | 14–16 de noviembre de 2019 |
| Fase de grupos | Jornada 6                    | 17–19 de noviembre de 2019 |
| Fase final     | Semifinales                  | 3 de junio de 2021         |
| Fase final     | Partido por el tercer puesto | 6 de junio de 2021         |
| Fase final     | Final                        | 6 de junio de 2021         |

## Clasificación
El sorteo de los partidos de clasificación se llevó a cabo el 7 de marzo de 2018, inmediatamente después del evento de lanzamiento de la Liga de Naciones Concacaf. Los 34 equipos fueron colocados en cuatro bombos basados en su posición en el Índice de Ranking CONCACAF de marzo de 2018. Un pre-sorteo computarizado produjo un "calendario maestro", creando 17 encuentros para cada jornada. Los equipos en cada bote fueron atraídos a las posiciones correspondientes en el calendario. El modelo informático aseguró que ningún equipo se enfrentaría más de una vez, y que cada equipo jugaría dos partidos en casa y dos partidos fuera. Según sus resultados, los equipos se dividirán en niveles para la ronda principal de la edición inaugural de la Liga de Naciones Concacaf. Además, los diez mejores equipos califican para la Copa Oro de la Concacaf 2019 para unirse a los seis participantes hexagonales.
| Pos | Equipo                               | Pts | PJ | PG | PE | PP | GF | GC | Dif |
| --- | ------------------------------------ | --- | -- | -- | -- | -- | -- | -- | --- |
| 1.  | Haití                                | 12  | 4  | 4  | 0  | 0  | 19 | 2  | 17  |
| 2.  | Canadá                               | 12  | 4  | 4  | 0  | 0  | 18 | 1  | 17  |
| 3.  | Martinica                            | 12  | 4  | 4  | 0  | 0  | 10 | 2  | 8   |
| 4.  | Curazao                              | 9   | 4  | 3  | 0  | 1  | 22 | 2  | 20  |
| 5.  | Bermudas                             | 9   | 4  | 3  | 0  | 1  | 17 | 4  | 13  |
| 6.  | Cuba                                 | 9   | 4  | 3  | 0  | 1  | 15 | 2  | 13  |
| 7.  | Guyana                               | 9   | 4  | 3  | 0  | 1  | 14 | 3  | 11  |
| 8.  | Jamaica                              | 9   | 4  | 3  | 0  | 1  | 12 | 3  | 9   |
| 9.  | Nicaragua                            | 9   | 4  | 3  | 0  | 1  | 9  | 2  | 7   |
| 10. | El Salvador                          | 9   | 4  | 3  | 0  | 1  | 7  | 2  | 5   |
| 11. | Montserrat                           | 9   | 4  | 3  | 0  | 1  | 6  | 3  | 3   |
| 12. | Surinam                              | 7   | 4  | 2  | 1  | 1  | 8  | 2  | 6   |
| 13. | Santa Lucía                          | 7   | 4  | 2  | 1  | 1  | 7  | 4  | 3   |
| 14. | Dominica                             | 7   | 4  | 2  | 1  | 1  | 6  | 5  | 1   |
| 15. | San Cristóbal y Nieves               | 6   | 4  | 2  | 0  | 2  | 11 | 3  | 8   |
| 16. | República Dominicana                 | 6   | 4  | 2  | 0  | 2  | 9  | 4  | 5   |
| 17. | Belice                               | 6   | 4  | 2  | 0  | 2  | 6  | 3  | 3   |
| 18. | Antigua y Barbuda                    | 6   | 4  | 2  | 0  | 2  | 10 | 8  | 2   |
| 19. | Guayana Francesa                     | 6   | 4  | 2  | 0  | 2  | 8  | 6  | 2   |
| 20. | San Vicente y las Granadinas         | 6   | 4  | 2  | 0  | 2  | 5  | 6  | -1  |
| 21. | Granada                              | 6   | 4  | 2  | 0  | 2  | 7  | 14 | -7  |
| 22. | Aruba                                | 4   | 4  | 1  | 1  | 2  | 5  | 6  | -1  |
| 23. | Guadalupe                            | 4   | 4  | 1  | 1  | 2  | 3  | 7  | -4  |
| 24. | Islas Turcas y Caicos                | 4   | 4  | 1  | 1  | 2  | 5  | 23 | -18 |
| 25. | Barbados                             | 3   | 4  | 1  | 0  | 3  | 3  | 7  | -4  |
| 26. | Bonaire                              | 3   | 4  | 1  | 0  | 3  | 3  | 14 | -11 |
| 27. | Islas Vírgenes de los Estados Unidos | 3   | 4  | 1  | 0  | 3  | 3  | 16 | -13 |
| 28. | Sint Maarten                         | 3   | 4  | 1  | 0  | 3  | 4  | 30 | -26 |
| 29. | Islas Caimán                         | 1   | 4  | 0  | 1  | 3  | 1  | 9  | -8  |
| 30. | Islas Vírgenes Británicas            | 1   | 4  | 0  | 1  | 3  | 3  | 13 | -10 |
| 31. | Anguila                              | 1   | 4  | 0  | 1  | 3  | 1  | 15 | -14 |
| 32. | Bahamas                              | 1   | 4  | 0  | 1  | 3  | 1  | 15 | -14 |
| 33. | Puerto Rico                          | 0   | 4  | 0  | 0  | 4  | 0  | 5  | -5  |
| 34. | Saint-Martin                         | 0   | 4  | 0  | 0  | 4  | 5  | 22 | -17 |

| Clasifican a la Liga A y a la Copa Oro de la Concacaf 2019. |
| Clasifican a la Liga B y a la Copa Oro de la Concacaf 2019. |
| Clasifican a la Liga B.                                     |
| Clasifican a la Liga C.                                     |

## Sorteo
El sorteo para la fase de grupos tuvo lugar el 27 de marzo de 2019 en Las Vegas, Nevada, Estados Unidos, a las 22:00 (UTC-5) desde el Chelsea Theatre. Los bombos para cada una de las ligas se conformaron en base al ranking de selecciones nacionales de Concacaf de noviembre de 2018.
| Bombo | Selección         | Pts   | Rank |
| ----- | ----------------- | ----- | ---- |
| 1     | México            | 1,998 | 1    |
| 1     | Estados Unidos    | 1,863 | 2    |
| 1     | Costa Rica        | 1,752 | 3    |
| 1     | Honduras          | 1,630 | 4    |
| 2     | Panamá            | 1,579 | 5    |
| 2     | Canadá            | 1,471 | 7    |
| 2     | Haití             | 1,359 | 10   |
| 2     | Trinidad y Tobago | 1,342 | 11   |
| 3     | Martinica         | 1,286 | 12   |
| 3     | Cuba              | 1,152 | 13   |
| 3     | Curazao           | 1,079 | 15   |
| 3     | Bermudas          | 865   | 23   |

| Bombo | Selección                    | Pts   | Rank |
| ----- | ---------------------------- | ----- | ---- |
| 1     | Jamaica                      | 1,507 | 6    |
| 1     | El Salvador                  | 1,380 | 9    |
| 1     | Nicaragua                    | 1,083 | 14   |
| 1     | Guayana Francesa             | 1,057 | 16   |
| 2     | San Cristóbal y Nieves       | 1,018 | 18   |
| 2     | República Dominicana         | 983   | 19   |
| 2     | Surinam                      | 975   | 20   |
| 2     | Guyana                       | 953   | 21   |
| 3     | Antigua y Barbuda            | 930   | 22   |
| 3     | Belice                       | 831   | 24   |
| 3     | San Vicente y las Granadinas | 821   | 25   |
| 3     | Santa Lucía                  | 813   | 26   |
| 4     | Granada                      | 749   | 28   |
| 4     | Aruba                        | 638   | 31   |
| 4     | Dominica                     | 593   | 32   |
| 4     | Montserrat                   | 478   | 35   |

| Bombo | Selección                            | Pts   | Rank |
| ----- | ------------------------------------ | ----- | ---- |
| 1     | Guatemala                            | 1,419 | 8    |
| 1     | Guadalupe                            | 1,054 | 17   |
| 1     | Bonaire                              | 766   | 27   |
| 1     | Barbados                             | 707   | 29   |
| 2     | Puerto Rico                          | 665   | 30   |
| 2     | Bahamas                              | 582   | 33   |
| 2     | Islas Caimán                         | 532   | 34   |
| 2     | Islas Turcas y Caicos                | 453   | 36   |
| 3     | Islas Vírgenes de los Estados Unidos | 392   | 37   |
| 3     | Saint Martin                         | 338   | 38   |
| 3     | Sint Maarten                         | 328   | 39   |
| 3     | Anguila                              | 257   | 40   |
| 3     | Islas Vírgenes Británicas            | 250   | 41   |

| Bombo | Selección                    | Pts   | Rank |
| ----- | ---------------------------- | ----- | ---- |
| 1     | Jamaica                      | 1,507 | 6    |
| 1     | El Salvador                  | 1,380 | 9    |
| 1     | Nicaragua                    | 1,083 | 14   |
| 1     | Guayana Francesa             | 1,057 | 16   |
| 2     | San Cristóbal y Nieves       | 1,018 | 18   |
| 2     | República Dominicana         | 983   | 19   |
| 2     | Surinam                      | 975   | 20   |
| 2     | Guyana                       | 953   | 21   |
| 3     | Antigua y Barbuda            | 930   | 22   |
| 3     | Belice                       | 831   | 24   |
| 3     | San Vicente y las Granadinas | 821   | 25   |
| 3     | Santa Lucía                  | 813   | 26   |
| 4     | Granada                      | 749   | 28   |
| 4     | Aruba                        | 638   | 31   |
| 4     | Dominica                     | 593   | 32   |
| 4     | Montserrat                   | 478   | 35   |

| Bombo | Selección                            | Pts   | Rank |
| ----- | ------------------------------------ | ----- | ---- |
| 1     | Guatemala                            | 1,419 | 8    |
| 1     | Guadalupe                            | 1,054 | 17   |
| 1     | Bonaire                              | 766   | 27   |
| 1     | Barbados                             | 707   | 29   |
| 2     | Puerto Rico                          | 665   | 30   |
| 2     | Bahamas                              | 582   | 33   |
| 2     | Islas Caimán                         | 532   | 34   |
| 2     | Islas Turcas y Caicos                | 453   | 36   |
| 3     | Islas Vírgenes de los Estados Unidos | 392   | 37   |
| 3     | Saint Martin                         | 338   | 38   |
| 3     | Sint Maarten                         | 328   | 39   |
| 3     | Anguila                              | 257   | 40   |
| 3     | Islas Vírgenes Británicas            | 250   | 41   |

## Liga A

### Grupo A
| Pos. | Equipo         | Pts. | PJ | G | E | P | GF | GC | Dif. | Clasificación                                                |  | Bandera de Estados Unidos | Bandera de Canadá | Bandera de Cuba |
| ---- | -------------- | ---- | -- | - | - | - | -- | -- | ---- | ------------------------------------------------------------ |  | ------------------------- | ----------------- | --------------- |
| 1    | Estados Unidos | 9    | 4  | 3 | 0 | 1 | 15 | 3  | +12  | Finales y Copa de Oro de la Concacaf 2021                    |  | —                         | 4 – 1             | 7 – 0           |
| 2    | Canadá         | 9    | 4  | 3 | 0 | 1 | 10 | 4  | +6   | Copa de Oro de la Concacaf 2021                              |  | 2 – 0                     | —                 | 6 – 0           |
| 3    | Cuba           | 0    | 4  | 0 | 0 | 4 | 0  | 18 | −18  | Descenso y Play-offs para la Copa de Oro de la Concacaf 2021 |  | 0 – 4                     | 0 – 1             | —               |

Actualizado a los partidos jugados el 19 de noviembre de 2019.
 Fuente: Concacaf
Criterios de clasificación: Puntos · Diferencia de goles · Goles a favor · Enfrentamiento directo · Puntos disciplinarios · Sorteo

### Grupo B
| Pos. | Equipo   | Pts. | PJ | G | E | P | GF | GC | Dif. | Clasificación                                                |  | Bandera de México | Bandera de Panamá | Bandera de Bermudas |
| ---- | -------- | ---- | -- | - | - | - | -- | -- | ---- | ------------------------------------------------------------ |  | ----------------- | ----------------- | ------------------- |
| 1    | México   | 12   | 4  | 4 | 0 | 0 | 13 | 3  | +10  | Finales y Copa de Oro de la Concacaf 2021                    |  | —                 | 3 – 1             | 2 – 1               |
| 2    | Panamá   | 3    | 4  | 1 | 0 | 3 | 5  | 9  | −4   | Copa de Oro de la Concacaf 2021                              |  | 0 – 3             | —                 | 0 – 2               |
| 3    | Bermudas | 3    | 4  | 1 | 0 | 3 | 5  | 11 | −6   | Descenso y Play-offs para la Copa de Oro de la Concacaf 2021 |  | 1 – 5             | 1 – 4             | —                   |

Actualizado a los partidos jugados el 19 de noviembre de 2019.
 Fuente: Concacaf
Criterios de clasificación: Puntos · Diferencia de goles · Goles a favor · Enfrentamiento directo · Puntos disciplinarios · Sorteo

### Grupo C
| Pos. | Equipo            | Pts. | PJ | G | E | P | GF | GC | Dif. | Clasificación                                                |  | Bandera de Honduras | Bandera de Martinica | Bandera de Trinidad y Tobago |
| ---- | ----------------- | ---- | -- | - | - | - | -- | -- | ---- | ------------------------------------------------------------ |  | ------------------- | -------------------- | ---------------------------- |
| 1    | Honduras          | 10   | 4  | 3 | 1 | 0 | 8  | 1  | +7   | Finales y Copa de Oro de la Concacaf 2021                    |  | —                   | 1 – 0                | 4 – 0                        |
| 2    | Martinica         | 3    | 4  | 0 | 3 | 1 | 4  | 5  | −1   | Copa de Oro de la Concacaf 2021                              |  | 1 – 1               | —                    | 1 – 1                        |
| 3    | Trinidad y Tobago | 2    | 4  | 0 | 2 | 2 | 3  | 9  | −6   | Descenso y Play-offs para la Copa de Oro de la Concacaf 2021 |  | 0 – 2               | 2 – 2                | —                            |

Actualizado a los partidos jugados el 19 de noviembre de 2019.
 Fuente: Concacaf
Criterios de clasificación: Puntos · Diferencia de goles · Goles a favor · Enfrentamiento directo · Puntos disciplinarios · Sorteo

### Grupo D
| Pos. | Equipo     | Pts. | PJ | G | E | P | GF | GC | Dif. | Clasificación                                                |  | Bandera de Costa Rica | Bandera de Curazao | Bandera de Haití |
| ---- | ---------- | ---- | -- | - | - | - | -- | -- | ---- | ------------------------------------------------------------ |  | --------------------- | ------------------ | ---------------- |
| 1    | Costa Rica | 6    | 4  | 1 | 3 | 0 | 4  | 3  | +1   | Finales y Copa de Oro de la Concacaf 2021                    |  | —                     | 0 – 0              | 1 – 1            |
| 2    | Curazao    | 5    | 4  | 1 | 2 | 1 | 3  | 3  | 0    | Copa de Oro de la Concacaf 2021                              |  | 1 – 2                 | —                  | 1 – 0            |
| 3    | Haití      | 3    | 4  | 0 | 3 | 1 | 3  | 4  | −1   | Descenso y Play-offs para la Copa de Oro de la Concacaf 2021 |  | 1 – 1                 | 1 – 1              | —                |

Actualizado a los partidos jugados el 19 de noviembre de 2019.
 Fuente: Concacaf
Criterios de clasificación: Puntos · Diferencia de goles · Goles a favor · Enfrentamiento directo · Puntos disciplinarios · Sorteo

### Fase final
En la fase final, los cuatro equipos clasificados jugaron con el sistema de eliminación directa para definir el campeón. Los emparejamientos de semifinal se realizaron de acuerdo a las posiciones de los equipos según una tabla general con los resultados de la primera fase. Un finalista resultó del enfrentamiento entre el 1.º y 4.º lugar, el otro finalista resultó del enfrentamiento entre el 2.º y 3.º lugar.
| N.º | Gr. | Equipo         | Pts | PJ | PG | PE | PP | GF | GC | Dif. |
| --- | --- | -------------- | --- | -- | -- | -- | -- | -- | -- | ---- |
| 1   | B   | México         | 12  | 4  | 4  | 0  | 0  | 13 | 3  | 10   |
| 2   | C   | Honduras       | 10  | 4  | 3  | 1  | 0  | 8  | 1  | 7    |
| 3   | A   | Estados Unidos | 9   | 4  | 3  | 0  | 1  | 15 | 3  | 12   |
| 4   | D   | Costa Rica     | 6   | 4  | 1  | 3  | 0  | 4  | 3  | 1    |

Cuadro de desarrollo
|  | Semifinales | Semifinales    | Semifinales |                        |   | Final         | Final         | Final        |  |
|  |             |                |             |                        |   |               |               |              |  |
|  |             |                |             |                        |   |               |               |              |  |
|  | 1           | México (p.)    | 0 (5)       |                        |   |               |               |              |  |
|  | 1           | México (p.)    | 0 (5)       |                        |   |               |               |              |  |
|  | 4           | Costa Rica     | 0 (4)       |                        |   |               |               |              |  |
|  | 4           | Costa Rica     | 0 (4)       |                        | 1 | México        | 2             |              |  |
|  |             |                |             |                        | 1 | México        | 2             |              |  |
|  |             |                | 3           | Estados Unidos (t. s.) | 3 |               |               |              |  |
|  | 2           | Honduras       | 3           | Estados Unidos (t. s.) | 3 | 0             |               |              |  |
|  | 2           | Honduras       |             |                        |   | 0             |               |              |  |
|  | 3           | Estados Unidos | 1           |                        |   | Tercer lugar  | Tercer lugar  | Tercer lugar |  |
|  | 3           | Estados Unidos | 1           |                        |   | Tercer lugar  | Tercer lugar  | Tercer lugar |  |
|  |             |                |             |                        |   |               |               |              |  |
|  |             |                |             |                        |   | Honduras (p.) | Honduras (p.) | 2 (5)        |  |
|  |             |                |             |                        |   | Honduras (p.) | Honduras (p.) | 2 (5)        |  |
|  |             |                |             |                        |   | Costa Rica    | Costa Rica    | 2 (4)        |  |
|  |             |                |             |                        |   | Costa Rica    | Costa Rica    | 2 (4)        |  |
|  |             |                |             |                        |   |               |               |              |  |

|                                    |
| Bandera de Estados Unidos          |
| Campeón Estados Unidos 1.er título |

## Liga B

### Grupo A
| Pos. | Equipo                 | Pts. | PJ | G | E | P | GF | GC | Dif. | Clasificación                                     |  | Bandera de Granada | Bandera de Guayana Francesa | Bandera de Belice | Bandera de San Cristobal y Nieves |
| ---- | ---------------------- | ---- | -- | - | - | - | -- | -- | ---- | ------------------------------------------------- |  | ------------------ | --------------------------- | ----------------- | --------------------------------- |
| 1    | Granada                | 14   | 6  | 4 | 2 | 0 | 8  | 4  | +4   | Ascenso y Copa de Oro de la Concacaf 2021         |  | —                  | 1 – 0                       | 3 – 2             | 2 – 1                             |
| 2    | Guayana Francesa       | 8    | 6  | 2 | 2 | 2 | 8  | 6  | +2   | Play-offs para la Copa de Oro de la Concacaf 2021 |  | 0 – 0              | —                           | 3 – 0             | 3 – 1                             |
| 3    | Belice                 | 6    | 6  | 2 | 0 | 4 | 6  | 12 | −6   |                                                   |  | 1 – 2              | 2 – 0                       | —                 | 0 – 4                             |
| 4    | San Cristóbal y Nieves | 5    | 6  | 1 | 2 | 3 | 8  | 8  | 0    | Descenso                                          |  | 0 – 0              | 2 – 2                       | 0 – 1             | —                                 |

Actualizado a los partidos jugados el 19 de noviembre de 2019.
 Fuente: Concacaf
Criterios de clasificación: Puntos · Diferencia de goles · Goles a favor · Enfrentamiento directo · Puntos disciplinarios · Sorteo

### Grupo B
| Pos. | Equipo               | Pts. | PJ | G | E | P | GF | GC | Dif. | Clasificación                                     |  | Bandera de El Salvador | Bandera de Montserrat | Bandera de la República Dominicana | Bandera de Santa Lucía |
| ---- | -------------------- | ---- | -- | - | - | - | -- | -- | ---- | ------------------------------------------------- |  | ---------------------- | --------------------- | ---------------------------------- | ---------------------- |
| 1    | El Salvador          | 15   | 6  | 5 | 0 | 1 | 10 | 1  | +9   | Ascenso y Copa de Oro de la Concacaf 2021         |  | —                      | 1 – 0                 | 2 – 0                              | 3 – 0                  |
| 2    | Montserrat           | 8    | 6  | 2 | 2 | 2 | 4  | 5  | −1   | Play-offs para la Copa de Oro de la Concacaf 2021 |  | 0 – 2                  | —                     | 2 – 1                              | 1 – 1                  |
| 3    | República Dominicana | 7    | 6  | 2 | 1 | 3 | 5  | 5  | 0    |                                                   |  | 1 – 0                  | 0 – 0                 | —                                  | 3 – 0                  |
| 4    | Santa Lucía          | 4    | 6  | 1 | 1 | 4 | 2  | 10 | −8   | Descenso                                          |  | 0 – 2                  | 0 – 1                 | 1 – 0                              | —                      |

Actualizado a los partidos jugados el 19 de noviembre de 2019.
 Fuente: Concacaf
Criterios de clasificación: Puntos · Diferencia de goles · Goles a favor · Enfrentamiento directo · Puntos disciplinarios · Sorteo

### Grupo C
| Pos. | Equipo            | Pts. | PJ | G | E | P | GF | GC | Dif. | Clasificación                                     |  | Bandera de Jamaica | Bandera de Guyana | Bandera de Antigua y Barbuda | Bandera de Aruba |
| ---- | ----------------- | ---- | -- | - | - | - | -- | -- | ---- | ------------------------------------------------- |  | ------------------ | ----------------- | ---------------------------- | ---------------- |
| 1    | Jamaica           | 16   | 6  | 5 | 1 | 0 | 21 | 1  | +20  | Ascenso y Copa de Oro de la Concacaf 2021         |  | —                  | 1 – 1             | 6 – 0                        | 2 – 0            |
| 2    | Guyana            | 10   | 6  | 3 | 1 | 2 | 12 | 10 | +2   | Play-offs para la Copa de Oro de la Concacaf 2021 |  | 0 – 4              | —                 | 5 – 1                        | 4 – 2            |
| 3    | Antigua y Barbuda | 9    | 6  | 3 | 0 | 3 | 8  | 17 | −9   |                                                   |  | 0 – 2              | 2 – 1             | —                            | 2 – 1            |
| 4    | Aruba             | 0    | 6  | 0 | 0 | 6 | 5  | 18 | −13  | Descenso                                          |  | 0 – 6              | 0 – 1             | 2 – 3                        | —                |

Actualizado a los partidos jugados el 19 de noviembre de 2019.
 Fuente: Concacaf
Criterios de clasificación: Puntos · Diferencia de goles · Goles a favor · Enfrentamiento directo · Puntos disciplinarios · Sorteo

### Grupo D
| Pos. | Equipo                       | Pts. | PJ | G | E | P | GF | GC | Dif. | Clasificación                                     |  | Bandera de Surinam | Bandera de San Vicente y las Granadinas | Bandera de Nicaragua | Bandera de Dominica |
| ---- | ---------------------------- | ---- | -- | - | - | - | -- | -- | ---- | ------------------------------------------------- |  | ------------------ | --------------------------------------- | -------------------- | ------------------- |
| 1    | Surinam                      | 13   | 6  | 4 | 1 | 1 | 16 | 5  | +11  | Ascenso y Copa de Oro de la Concacaf 2021         |  | —                  | 0 – 1                                   | 6 – 0                | 4 – 0               |
| 2    | San Vicente y las Granadinas | 11   | 6  | 3 | 2 | 1 | 6  | 4  | +2   | Play-offs para la Copa de Oro de la Concacaf 2021 |  | 2 – 2              | —                                       | 1 – 0                | 1 – 0               |
| 3    | Nicaragua                    | 7    | 6  | 2 | 1 | 3 | 9  | 11 | −2   |                                                   |  | 1 – 2              | 1 – 1                                   | —                    | 3 – 1               |
| 4    | Dominica                     | 3    | 6  | 1 | 0 | 5 | 3  | 14 | −11  | Descenso                                          |  | 1 – 2              | 1 – 0                                   | 0 – 4                | —                   |

Actualizado a los partidos jugados el 19 de noviembre de 2019.
 Fuente: Concacaf
Criterios de clasificación: Puntos · Diferencia de goles · Goles a favor · Enfrentamiento directo · Puntos disciplinarios · Sorteo

## Liga C

### Grupo A
| Pos. | Equipo                               | Pts. | PJ | G | E | P | GF | GC | Dif. | Clasificación                                               |       | Bandera de Barbados | Bandera de Islas Caimán | Bandera de San Martín | Bandera de Islas Vírgenes de los Estados Unidos |
| ---- | ------------------------------------ | ---- | -- | - | - | - | -- | -- | ---- | ----------------------------------------------------------- | ----- | ------------------- | ----------------------- | --------------------- | ----------------------------------------------- |
| 1    | Barbados                             | 12   | 6  | 4 | 0 | 2 | 14 | 4  | +10  | Ascenso y Play-offs para la Copa de Oro de la Concacaf 2021 |       | —                   | 3 – 0                   | 4 – 0                 | 1 – 0                                           |
| 2    | Islas Caimán                         | 12   | 6  | 4 | 0 | 2 | 7  | 8  | −1   |                                                             |       | 3 – 2               | —                       | 1 – 0                 | 1 – 0                                           |
| 3    | Saint-Martin                         | 9    | 6  | 3 | 0 | 3 | 7  | 8  | −1   |                                                             | 1 – 0 | 3 – 0               | —                       | 1 – 2                 |                                                 |
| 4    | Islas Vírgenes de los Estados Unidos | 3    | 6  | 1 | 0 | 5 | 3  | 11 | −8   |                                                             | 0 – 4 | 0 – 2               | 1 – 2                   | —                     |                                                 |

Actualizado a los partidos jugados el 19 de noviembre de 2019.
 Fuente: Concacaf
Criterios de clasificación: Puntos · Diferencia de goles · Goles a favor · Enfrentamiento directo · Puntos disciplinarios · Sorteo

### Grupo B
| Pos. | Equipo                    | Pts. | PJ | G | E | P | GF | GC | Dif. | Clasificación                                               |       | Bandera de Bahamas | Bandera de Bonaire | Bandera de Islas Vírgenes Británicas |
| ---- | ------------------------- | ---- | -- | - | - | - | -- | -- | ---- | ----------------------------------------------------------- | ----- | ------------------ | ------------------ | ------------------------------------ |
| 1    | Bahamas                   | 10   | 4  | 3 | 1 | 0 | 10 | 2  | +8   | Ascenso y Play-offs para la Copa de Oro de la Concacaf 2021 |       | —                  | 2 – 1              | 3 – 0                                |
| 2    | Bonaire                   | 7    | 4  | 2 | 1 | 1 | 10 | 8  | +2   |                                                             |       | 1 – 1              | —                  | 4 – 2                                |
| 3    | Islas Vírgenes Británicas | 0    | 4  | 0 | 0 | 4 | 5  | 15 | −10  |                                                             | 0 – 4 | 3 – 4              | —                  |                                      |

Actualizado a los partidos jugados el 19 de noviembre de 2019.
 Fuente: Concacaf
Criterios de clasificación: Puntos · Diferencia de goles · Goles a favor · Enfrentamiento directo · Puntos disciplinarios · Sorteo

### Grupo C
| Pos. | Equipo      | Pts. | PJ | G | E | P | GF | GC | Dif. | Clasificación                                               |       | Bandera de Guatemala | Bandera de Puerto Rico | Bandera de Anguila |
| ---- | ----------- | ---- | -- | - | - | - | -- | -- | ---- | ----------------------------------------------------------- | ----- | -------------------- | ---------------------- | ------------------ |
| 1    | Guatemala   | 12   | 4  | 4 | 0 | 0 | 25 | 0  | +25  | Ascenso y Play-offs para la Copa de Oro de la Concacaf 2021 |       | —                    | 5 – 0                  | 10 – 0             |
| 2    | Puerto Rico | 6    | 4  | 2 | 0 | 2 | 6  | 12 | −6   |                                                             |       | 0 – 5                | —                      | 3 – 0              |
| 3    | Anguila     | 0    | 4  | 0 | 0 | 4 | 2  | 21 | −19  |                                                             | 0 – 5 | 2 – 3                | —                      |                    |

Actualizado a los partidos jugados el 19 de noviembre de 2019.
 Fuente: Concacaf
Criterios de clasificación: Puntos · Diferencia de goles · Goles a favor · Enfrentamiento directo · Puntos disciplinarios · Sorteo

### Grupo D
| Pos. | Equipo                | Pts. | PJ | G | E | P | GF | GC | Dif. | Clasificación                                               |       | Bandera de Guadalupe (Francia) | Bandera de Islas Turcas y Caicos |       |
| ---- | --------------------- | ---- | -- | - | - | - | -- | -- | ---- | ----------------------------------------------------------- | ----- | ------------------------------ | -------------------------------- | ----- |
| 1    | Guadalupe             | 12   | 4  | 4 | 0 | 0 | 20 | 2  | +18  | Ascenso y Play-offs para la Copa de Oro de la Concacaf 2021 |       | —                              | 10 – 0                           | 5 – 1 |
| 2    | Islas Turcas y Caicos | 6    | 4  | 2 | 0 | 2 | 8  | 17 | −9   |                                                             |       | 0 – 3                          | —                                | 3 – 2 |
| 3    | Sint Maarten          | 0    | 4  | 0 | 0 | 4 | 6  | 15 | −9   |                                                             | 1 – 2 | 2 – 5                          | —                                |       |

Actualizado a los partidos jugados el 19 de noviembre de 2019.
 Fuente: Concacaf
Criterios de clasificación: Puntos · Diferencia de goles · Goles a favor · Enfrentamiento directo · Puntos disciplinarios · Sorteo

## Clasificación a la Copa de Oro de la Concacaf 2021
El 27 de julio de 2020, CONCACAF anunció que las 12 selecciones jugarían las eliminatorias como ronda preliminar centralizada en los Estados Unidos, la semana previo al comienzo de la fase de grupos de la Copa de Oro 2021.
Sin embargo el 2 de septiembre de 2020, CONCACAF anunció que la selección de fútbol de Catar fue invitado a la Copa Oro 2021 y que el torneo de clasificación determinaría solo a tres equipos que participarían en la Copa Oro. El torneo contó con dos rondas, con los doce equipos participantes que fueron divididos en seis eliminatorias únicas en la primera ronda. Los seis ganadores avanzaron a la segunda ronda, y los ganadores de los tres partidos únicos se clasificaron a la Copa Oro.
|  | Primera ronda                | Primera ronda |                              |   | Segunda ronda | Segunda ronda |
|  |                              |               |                              |   |               |               |
|  | 2 de julio – Fort Lauderdale |               |                              |   |               |               |
|  |                              |               |                              |   |               |               |
|  | Haití                        | 6             |                              |   |               |               |
|  | Haití                        | 6             | 6 de julio – Fort Lauderdale |   |               |               |
|  | San Vicente y las Granadinas | 1             |                              |   |               |               |
|  | San Vicente y las Granadinas | 1             | Haití                        | 4 |               |               |
|  | 2 de julio – Fort Lauderdale |               | Haití                        | 4 |               |               |
|  |                              | Bermudas      | 1                            |   |               |               |
|  | Bermudas                     | Bermudas      | 1                            | 8 |               |               |
|  | Bermudas                     |               |                              | 8 |               |               |
|  | Barbados                     | 1             |                              |   |               |               |
|  | Barbados                     | 1             |                              |   |               |               |

|  | Primera ronda                | Primera ronda  |                              |       | Segunda ronda | Segunda ronda |
|  |                              |                |                              |       |               |               |
|  | 3 de julio – Fort Lauderdale |                |                              |       |               |               |
|  |                              |                |                              |       |               |               |
|  | Guatemala                    | 4              |                              |       |               |               |
|  | Guatemala                    | 4              | 6 de julio – Fort Lauderdale |       |               |               |
|  | Guyana                       | 0              |                              |       |               |               |
|  | Guyana                       | 0              | Guatemala                    | 1 (9) |               |               |
|  | 3 de julio – Fort Lauderdale |                | Guatemala                    | 1 (9) |               |               |
|  |                              | Guadalupe (p.) | 1 (10)                       |       |               |               |
|  | Guadalupe                    | Guadalupe (p.) | 1 (10)                       | 2     |               |               |
|  | Guadalupe                    |                |                              | 2     |               |               |
|  | Bahamas                      | 0              |                              |       |               |               |
|  | Bahamas                      | 0              |                              |       |               |               |

|  | Primera ronda                | Primera ronda    |                              |       | Segunda ronda | Segunda ronda |
|  |                              |                  |                              |       |               |               |
|  | 2 de julio – Fort Lauderdale |                  |                              |       |               |               |
|  |                              |                  |                              |       |               |               |
|  | Trinidad y Tobago            | 6                |                              |       |               |               |
|  | Trinidad y Tobago            | 6                | 6 de julio – Fort Lauderdale |       |               |               |
|  | Montserrat                   | 1                |                              |       |               |               |
|  | Montserrat                   | 1                | Trinidad y Tobago (p.)       | 1 (8) |               |               |
|  | 3 de julio – Fort Lauderdale |                  | Trinidad y Tobago (p.)       | 1 (8) |               |               |
|  |                              | Guayana Francesa | 1 (7)                        |       |               |               |
|  | Cuba                         | Guayana Francesa | 1 (7)                        | 0     |               |               |
|  | Cuba                         |                  |                              | 0     |               |               |
|  | Guayana Francesa             | 3                |                              |       |               |               |
|  | Guayana Francesa             | 3                |                              |       |               |               |

## Goleadores
| Jugador             | Selección              | Liga | Goles | Partidos |
| Gleofilo Vlijter    | Surinam                | B    | 10    | 5        |
| ------------------- | ---------------------- | ---- | ----- | -------- |
| Raphael Mirval      | Guadalupe              | C    | 7     | 4        |
| Danilo Guerra       | Guatemala              | C    | 6     | 3        |
| Jamal Charles       | Granada                | B    | 6     | 6        |
| Gerwin Lake         | Sint Maarten           | C    | 5     | 4        |
| Marvin Ceballos     | Guatemala              | C    | 4     | 3        |
| Jordan Morris       | Estados Unidos         | A    | 4     | 4        |
| Yannick Bellechasse | Saint-Martin           | C    | 4     | 4        |
| Billy Forbes        | Islas Turcas y Caicos  | C    | 4     | 4        |
| Shamar Nicholson    | Jamaica                | B    | 4     | 5        |
| Rowan Liburd        | San Cristóbal y Nieves | B    | 4     | 5        |
| Trayon Bobb         | Guyana                 | B    | 4     | 5        |

## Clasificados a la Copa de Oro de la Concacaf 2021
| Bandera de Canadá     | Bandera de Honduras   | Bandera de Granada    | Bandera de Jamaica    |
| Canadá                | Honduras              | Granada               | Jamaica               |
| 2.º Grupo A de Liga A | 1.º Grupo C de Liga A | 1.º Grupo A de Liga B | 1.º Grupo C de Liga B |
| Clasificado: 11/10/19 | Clasificado: 13/10/19 | Clasificado: 14/11/19 | Clasificado: 15/11/19 |

| Bandera de Estados Unidos | Bandera de México     | Bandera de El Salvador | Bandera de Costa Rica |
| Estados Unidos            | México                | El Salvador            | Costa Rica            |
| 1.º Grupo A de Liga A     | 1.º Grupo B de Liga A | 1.º Grupo B de Liga B  | 1.º Grupo D de Liga A |
| Clasificado: 15/11/19     | Clasificado: 15/11/19 | Clasificado: 16/11/19  | Clasificado: 17/11/19 |

| Bandera de Curazao    | Bandera de Martinica  | Bandera de Surinam    | Bandera de Panamá     |
| Curazao               | Martinica             | Surinam               | Panamá                |
| 2.º Grupo D de Liga A | 2.º Grupo C de Liga A | 1.º Grupo D de Liga B | 2.º Grupo B de Liga A |
| Clasificado: 17/11/19 | Clasificado: 17/11/19 | Clasificado: 18/11/19 | Clasificado: 19/11/19 |

| Bandera de Catar                           | Bandera de Trinidad y Tobago | Bandera de Haití      | Bandera de Guadalupe (Francia) |
| Catar                                      | Trinidad y Tobago            | Haití                 | Guadalupe                      |
| Invitado. Campeón de la Copa Asiática 2019 | Ganador Play-off 1           | Ganador Play-off 2    | Ganador Play-off 3             |
| Clasificado: 04/08/20                      | Clasificado: 06/07/21        | Clasificado: 06/07/21 | Clasificado: 06/07/21          |